# Toma Niger
Toma Niger (lat. Thomas Niger), (Split, o. 1450. – Split, o. 1532.), hrvatski biskup, diplomat i humanist.

## Životopis
Podrijetlom je iz splitske građanske obitelji, vjerojatno hrvatskih korijena. Nedostaju podaci o njegovu djetinjstvu i obrazovanju, no vjeruje se da je prvo obrazovanje primio u rodnom gradu, a nastavak školovanja u Padovi. Bio je učitelj gramatike na Hvaru i u Splitu (1491. – 1494.).
Ne zna se točno kada je zaređen, no 1491. godine se u jednom pismu spominje kao splitski kanonik. Splitski nadbiskup Bernard Zanne imenovao ga je generalnim vikarom splitske Crkve i na toj dužnosti ostaje do 1512. godine.
Bio je prijatelj Marka Marulića i hrvatskog bana Petra Berislavića koji ga je imenovao svojim tajnikom i poslanikom. U toj službi obilazi Svetu stolicu, Veneciju i cara Karla V. Habsburga tražeći podršku i pomoć u ratu protiv Turaka koji su u to vrijeme ozbiljno ugrožavali Hrvatsku i Ugarsku.
Godine 1520. imenovan je za skradinskog biskupa, međutim Skradin već 1522. godine pada pod tursku vlast te je 1524. godine imenovan trogirskim biskupom. Trogirsku biskupiju je napustio već sljedeće godine u korist svog nećaka Kristofora, da bi ponovno nastavio diplomatsku misiju u svrhu prikupljanja pomoći za obranu od Turaka.
Pred kraj života povukao se u samostan na Poljudu gdje je i pokopan.